# Penina Muhando
Penina Muhando   (Kilosa, 3 de març de 1948) és una dramaturga, educadora i actriu tanzana.
Va estudiar educació i teatre a la universitat de Dar es Salaam, de la qual va passar a formar part del departament d'art dramàtic.
Va ser una de les fundadores del grup de teatre Paukwa, amb qui va produir la peça Ayubu (Job)), amb gran èxit popular. Dins d'aquesta companyia també ha fet d'actriu, així com al film Mama Tumaini (La mare de la Tumaini o La mare esperança), de Sigve Endresen i Martin Mhando

## Obres
Les seves obres teatrals són en suahili, però també ha publicat treballs acadèmics en anglès.

### Teatre
- Haitia, 1972
- Tambueni haki zetu (Reconeix els nostres drets), 1973
- Heshima yangu (El meu honor), 1974
- Pambo (Ornament), 1975
- Talaki si mke wangu, 1976
- Harakati za ukombozi (El moviment d'alliberament, escrit conjuntament amb Amandina Lihamba i Ndyanao Balisidya), 1982
- Nguzo mama (Mare pilar), 1982
- Abjadi yetu (El nostre abjad), 1983
- Lina ubani, 1984

### Other
- Fasihi na sanaa za maonyesho (Literatura i arts escèniques), 1976
- "Creating in the Mother-Tongue: The Challenges to the African Writer Today." (Crear en la llengua materna: els desafiaments de l'escriptor africà avui) Research in African Literatures 21.4 (1990): 5-14
- Women's participation in Communication for Development: the popular theatre alternative in Africa, (Participació de les dones a Comunicació per al desenvolupament: l'alternativa popular del teatre a l'Àfrica) 1991
- Culture and Development: The Popular Theatre Approach in Africa, (Cultura i desenvolupament: l'enfocament del teatre popular a l'Àfrica) 1991